# Margherita di Borgogna (1192-1243)
Margherita di Borgogna, talvolta nota come Anna (1192 – 1243), fu contessa consorte di Savoia, in quanto prima moglie del conte Amedeo IV di Savoia, dal 1233 alla morte, avvenuta nel 1243.

## Origine
Secondo il documento n° 732 del Peter der Zweite, Graf von Savoyen, Markgraf in Italien, parte del testamento del nipote di Margherita, Ghigo VII del Viennois, figlio del fratello di Margherita, Andrea Ghigo VI del Viennois, Margherita era la figlia del duca di Borgogna, Ugo III e della sua seconda moglie, Beatrice di Albon (1161 - 1228), delfina del Viennois e contessa di Albon, Grenoble, Oisans e Briançon, che secondo la Chronica Albrici Monachi Trium Fontium, era figlia di Ghigo V d'Albon, delfino del Viennois e della moglie, Beatrice, che secondo Nicolas Chorier, nel suo Histoire de Dauphiné era Beatrice del Monferrato, che secondo la Ex vita Margaritæ Albonensis comitissæ, era figlia del marchese del Monferrato, Guglielmo V, ed era consanguinea dell'imperatore, Federico Barbarossa; infatti era figlia di Giuditta di Babenberg (1110/1120 – 1168), figlia di Leopoldo III duca di Babenberg e Austria (San Leopoldo di Babenberg) e di Agnese di Waiblingen (quindi Giuditta era la sorellastra di Corrado III di Svevia e Federico II di Svevia, il padre del Barbarossa).

Ugo III di Borgogna, come conferma la Histoire généalogique des ducs de Bourgogne de la maison de France, era l'unico figlio maschio del duca di Borgogna, Oddone II, e di Maria di Blois(1128 – 1190), la figlia primogenita del conte di Blois, di Chartres, di Meaux e di Châteaudun, signore di Sancerre e Amboise, conte di Troyes e conte di Champagne, Tebaldo, come ci viene confermata anche dalla Chronica Albrici Monachi Trium Fontium e di Matilde di Carinzia, figlia del duca di Carinzia, Enghelberto, come ci conferma Orderico Vitale nel volume VI, libro XI del suo Historia Ecclesiastica, Libri tredicim.

## Biografia

### Nome e infanzia
Anna, nome attribuito dagli storico francesi, Samuel Guichenon, Victor Flour de Saint-Genis e Jean Frézet, che erroneamente la fanno discendere dal fratello, Andrea Ghigo (1184 - 1237), delfino della contea di Vienne.
Il padre, Ugo, morì a San Giovanni d'Acri, nel corso della terza crociata; la Chronica Albrici Monachi Trium Fontium conferma che Ugo III morì in Terra Santa (dux Burgundie Hugo ex parte regi ibi dismissus, non multo post mortuus est) e dice anche che fu sepolto presso i Templari (apud Templarios), che si erano stabiliti a San Giovanni d'Acri.
Sua madre, Beatrice, in assenza del marito, era stata reggente del ducato di Borgogna e alla morte di Ugo III, divenne duca il figlio di primo letto di Ugo, Oddone.
Rimasta vedova di Ugo III, sua madre, Beatrice, convolò a terze nozze nel 1193 con Ugo I signore di Coligny (1170 – 1205), piccolo nobile della Bresse, figlio di Umberto II signore di Coligny e della moglie, Ida di Vienne.
 Il marito Ugo morì in battaglia a Serrhai il 2 Settembre 1205.

### Matrimonio
Intorno al 1217, Margherita sposò Amedeo di Savoia, erede della Contea di Savoia. Come dote portò il castello di Miribel, il castello di Ornacieux e altre proprietà nel territorio del Delfinato, di cui sua madre, Beatrice era la feudataria. Il matrimonio fu accettato come parte di un trattato tra le due famiglie, in cui erano inclusi anche i termini per non acquisire ulteriori territori all'interno dei rispettivi domini.
Nel 1267, suo nipote, Ghigo VII del Viennois, confermò le donazioni di proprietà che lei aveva fatto.
Sua madre, Beatrice, morì nel 1228, anno in cui aveva lasciato un testamento in cui disponeva che i suoi titoli andassero al suo figlio maschio, Andrea Ghigo; il conflitto che si era aperto alla morte della madre, nel 1228, durò poco e Margherita ed il marito furono anche designati come eredi di suo fratello Andrea Ghigo VI del Viennois, in caso di morte di ogni figlio di quest'ultimo.
Suo suocero, Tommaso I, morì il 1º marzo 1233; la Chronica Albrici Monachi Trium Fontium riporta che la morte di Tommaso I (comitis Thome de Sabaudia) è avvenuta nel 1232, mentre il documento n° DXXXVII del Regesta comitum Sabaudiae riporta la morte di Tommaso (Thomas comes Sabaudiae) al 1º marzo 1233 (1233, 1 Martii). Suo marito, Amedeo, il figlio primogenito succedette a Tommaso I, come Amedeo IV, decimo conte di Savoia, e Margherita, come sua consorte, contessa di Savoia.
Anna-Margherita fu molto apprezzata per la sua abilità a mantenere l'armonia tra i numerosi fratelli e sorelle del marito, sia secondo Samuel Guichenonche Jean Frézet,.

### Morte
Margherita morì nel 1243 e Amedeo IV, privo di eredi maschi, si sposò in seconde nozze con Cecilia del Balzo.

## Figli
Margherita e Amedeo IV ebbero due figlie:
- Beatrice (ca. 1220 - † 1259), sposata nel 1233 a Manfredo III, marchese di Saluzzo († 1244), e nel 1247, a Manfredi (1232 – 1266), re di Sicilia, come ci viene confermato dal documento n° 202 del Peter der Zweite, Graf von Savoyen, Markgraf in Italien[23]
- Margherita († 1264), andata sposa nel 1235 a Bonifacio II († 1253), marchese del Monferrato (domina Margarita eius filia atque uxor dom. Bonifacii marchionis Montisferrati)[24] e successivamente, nel 1255, ad Aimaro di Poitiers († 1277), conte di Valentinois, come ci viene confermato dalle Europäische Stammtafeln[25], vol III, 740 (non consultate)[22].

## Ascendenza
|                         |                  |                            | Genitori                  |  |  | Nonni |  |  | Bisnonni           |  |  | Trisnonni            |  |
|                         |                  |                            |                           |  |  |       |  |  | Ugo II di Borgogna |  |  | Oddone I di Borgogna |  |
|                         |                  |                            |                           |  |  |       |  |  | Ugo II di Borgogna |  |  | Oddone I di Borgogna |  |
|                         |                  | Matilde di Borgogna        |                           |  |  |       |  |  | Ugo II di Borgogna |  |  |                      |  |
| Oddone II di Borgogna   |                  |                            |                           |  |  |       |  |  | Ugo II di Borgogna |  |  |                      |  |
|                         |                  | Matilde di Mayenne         | Bosone I di Turenna       |  |  |       |  |  |                    |  |  |                      |  |
|                         |                  | Matilde di Mayenne         | Bosone I di Turenna       |  |  |       |  |  |                    |  |  |                      |  |
|                         |                  | Matilde di Mayenne         | …                         |  |  |       |  |  |                    |  |  |                      |  |
| Ugo III di Borgogna     |                  | Matilde di Mayenne         |                           |  |  |       |  |  |                    |  |  |                      |  |
|                         |                  | Tebaldo II di Champagne    | Stefano II di Blois       |  |  |       |  |  |                    |  |  |                      |  |
|                         |                  | Tebaldo II di Champagne    | Stefano II di Blois       |  |  |       |  |  |                    |  |  |                      |  |
|                         |                  | Tebaldo II di Champagne    | Adele d'Inghilterra       |  |  |       |  |  |                    |  |  |                      |  |
| Maria di Blois          |                  | Tebaldo II di Champagne    |                           |  |  |       |  |  |                    |  |  |                      |  |
|                         |                  | Matilde di Carinzia        | Enghelberto II d'Istria   |  |  |       |  |  |                    |  |  |                      |  |
|                         |                  | Matilde di Carinzia        | Enghelberto II d'Istria   |  |  |       |  |  |                    |  |  |                      |  |
|                         |                  | Matilde di Carinzia        | Uta di Passau             |  |  |       |  |  |                    |  |  |                      |  |
| Margherita di Borgogna  |                  | Matilde di Carinzia        |                           |  |  |       |  |  |                    |  |  |                      |  |
|                         | Ghigo IV d'Albon | Ghigo III d'Albon          |                           |  |  |       |  |  |                    |  |  |                      |  |
|                         | Ghigo IV d'Albon | Ghigo III d'Albon          |                           |  |  |       |  |  |                    |  |  |                      |  |
|                         | Ghigo IV d'Albon | Matilde di Aetheling       |                           |  |  |       |  |  |                    |  |  |                      |  |
| Ghigo V d'Albon         | Ghigo IV d'Albon |                            |                           |  |  |       |  |  |                    |  |  |                      |  |
|                         |                  | Clemenza di Mâcon          | Stefano I di Mâcon        |  |  |       |  |  |                    |  |  |                      |  |
|                         |                  | Clemenza di Mâcon          | Stefano I di Mâcon        |  |  |       |  |  |                    |  |  |                      |  |
|                         |                  | Clemenza di Mâcon          | Beatrice di Lorena        |  |  |       |  |  |                    |  |  |                      |  |
| Beatrice d'Albon        |                  | Clemenza di Mâcon          |                           |  |  |       |  |  |                    |  |  |                      |  |
|                         |                  | Guglielmo V del Monferrato | Ranieri I del Monferrato  |  |  |       |  |  |                    |  |  |                      |  |
|                         |                  | Guglielmo V del Monferrato | Ranieri I del Monferrato  |  |  |       |  |  |                    |  |  |                      |  |
|                         |                  | Guglielmo V del Monferrato | Gisella di Borgogna       |  |  |       |  |  |                    |  |  |                      |  |
| Beatrice del Monferrato |                  | Guglielmo V del Monferrato |                           |  |  |       |  |  |                    |  |  |                      |  |
|                         |                  | Giuditta di Babenberg      | Leopoldo III di Babenberg |  |  |       |  |  |                    |  |  |                      |  |
|                         |                  | Giuditta di Babenberg      | Leopoldo III di Babenberg |  |  |       |  |  |                    |  |  |                      |  |
|                         |                  | Giuditta di Babenberg      | Agnese di Waiblingen      |  |  |       |  |  |                    |  |  |                      |  |
|                         |                  | Giuditta di Babenberg      |                           |  |  |       |  |  |                    |  |  |                      |  |

### Fonti primarie
- (LA)  Monumenta Germaniae Historica, Scriptores, tomus XXIII)
- (LA)  Regesta comitum Sabaudiae
- (LA)  Peter der Zweite, Graf von Savoyen, Markgraf in Italien
- (FR)  Historiae ecclesiasticae libri tredecim / ex veteris ... v.5, Table générale
- (LA)  Recueil des historiens des Gaules et de la France. Tome 14.

### Letteratura storiografica
- (FR)  Histoire de Savoie, d'après les documents originaux,... par Victor ... Flour de Saint-Genis. Tome 1
- (FR)  Histoire généalogique de la royale maison de Savoie, justifiée par titres, ..par Guichenon, Samuel
- (FR)  Histoire de la Maison de Savoie
- (FR)  Histoire de Dauphiné et des princes, tome II.
- (FR)  Histoire des ducs de Bourgogne de la race capétienne, tome III.
- (FR)  Histoire généalogique des ducs de Bourgogne de la maison de France.